# Rui Faria
Rui Filipe da Cunha Faria (Balugães, 14 giugno 1975) è un allenatore di calcio portoghese.

## Carriera
Nato a Balugães, borgo nei pressi di Barcelos, inizia come assistente di José Mourinho all'União Leiria nell'aprile 2001, nelle vesti di preparatore atletico. Nel gennaio 2002, a un solo mese dalla propria nomina, Mourinho lo vuole con sé al Porto, dove i due rimangono fino al 2004, quando si trasferiscono al Chelsea insieme al vice-allenatore Baltemar Brito, allo scout André Villas-Boas e all'allenatore dei portieri Silvino Louro. Faria lascia il Chelsea nel settembre 2007, dopo l'esonero di Mourinho.
Nel 2008 è con Mourinho nello staff tecnico dell'Inter, dove rimane due anni, mentre dal 2010 al 2013 fa parte dello staff di Mourinho al Real Madrid, insieme a José Morais e Silvino Louro. Faria segue Mourinho al Chelsea, dove i due lavorano dal 2013 al 2015, e al Manchester Utd, dove sono in carica dal 2016 al 2018.
Nei 17 anni passati al fianco di Mourinho ha conquistato 24 trofei totali.
Il 18 gennaio 2019 è nominato allenatore dell'Al-Duhail. Nel maggio 2019 vince la Coppa dell'Emiro del Qatar battendo per 4-1 l'Al-Sadd in finale. Viene esonerato il 20 gennaio 2020, dopo la sconfitta per 4-0 contro l'Al-Sadd nella finale della Coppa del Qatar, malgrado la sua squadra stazionasse al primo posto in campionato e si fosse laureata campione d'inverno.

## Statistiche

### Statistiche da allenatore
| Stagione         | Squadra          | Campionato       | Campionato | Campionato | Campionato | Campionato | Coppe nazionali | Coppe nazionali | Coppe nazionali | Coppe nazionali | Coppe nazionali | Coppe continentali | Coppe continentali | Coppe continentali | Coppe continentali | Coppe continentali | Altre coppe | Altre coppe | Altre coppe | Altre coppe | Altre coppe | Totale | Totale | Totale | Totale | Vittorie % | Piazz.   |
| Stagione         | Squadra          | Comp             | G          | V          | N          | P          | Comp            | G               | V               | N               | P               | Comp               | G                  | V                  | N                  | P                  | Comp        | G           | V           | N           | P           | G      | V      | N      | P      | %          | Piazz.   |
| ---------------- | ---------------- | ---------------- | ---------- | ---------- | ---------- | ---------- | --------------- | --------------- | --------------- | --------------- | --------------- | ------------------ | ------------------ | ------------------ | ------------------ | ------------------ | ----------- | ----------- | ----------- | ----------- | ----------- | ------ | ------ | ------ | ------ | ---------- | -------- |
| gen.-mag. 2019   | Al-Duhail        | QSL              | 7          | 4          | 2          | 1          | CEQ             | 3               | 3               | 0               | 0               | ACL                | 8                  | 2                  | 4                  | 2                  | -           | -           | -           | -           | -           | 18     | 9      | 6      | 3      | 50,00      | Sub., 2º |
| 2019-gen. 2020   | Al-Duhail        | QSL              | 12         | 9          | 3          | 0          | CPC             | 2               | 1               | 0               | 1               | ACL                | -                  | -                  | -                  | -                  | SQ          | 1           | 0           | 0           | 1           | 15     | 10     | 3      | 2      | 66,67      | Dim.     |
| Totale Al Duhail | Totale Al Duhail | Totale Al Duhail | 19         | 13         | 5          | 1          |                 | 5               | 4               | 0               | 1               |                    | 8                  | 2                  | 4                  | 2                  |             | 1           | 0           | 0           | 1           | 33     | 19     | 9      | 5      | 57,58      |          |
| Totale carriera  | Totale carriera  | Totale carriera  | 19         | 13         | 5          | 1          |                 | 5               | 4               | 0               | 1               |                    | 8                  | 2                  | 4                  | 2                  |             | 1           | 0           | 0           | 1           | 33     | 19     | 9      | 5      | 57,58      |          |

## Palmarès

### Allenatore

#### Competizioni nazionali
- Coppa dell'Emiro del Qatar: 1

Al-Duhail: 2019